# العلاقات اليمنية الدومينيكية
العلاقات اليمنية الدومينيكية هي العلاقات الثنائية التي تجمع بين اليمن ودومينيكا.

## مقارنة بين البلدين
هذه مقارنة عامة ومرجعية للدولتين:
| وجه المقارنة                                              | اليمن                   | دومينيكا              |
| --------------------------------------------------------- | ----------------------- | --------------------- |
| المساحة (كم2)                                             | 555.00 ألف              | 751                   |
| عدد السكان (نسمة)                                         | 28.25 مليون             | 73.92 ألف             |
| الكثافة السكانية (ن./كم²)                                 | 50.9                    | 9.84 ألف              |
| العاصمة                                                   | صنعاء عدن (عاصمة مؤقتة) | روسو                  |
| اللغة الرسمية                                             | اللغة العربية           | لغة إنجليزية          |
| العملة                                                    | ريال يمني               | دولار شرق الكاريبي    |
| الناتج المحلي الإجمالي (بليون دولار)                      | 18.21 مليار             | 562.54 مليون          |
| الناتج المحلي الإجمالي (تعادل القوة الشرائية) بليون دولار | 75.69 مليار             | 789.63 مليون          |
| الناتج المحلي الإجمالي الاسمي للفرد دولار أمريكي          | 1.41 ألف                | 7.12 ألف              |
| الناتج المحلي الإجمالي للفرد دولار أمريكي                 |                         | 10.88 ألف             |
| مؤشر التنمية البشرية                                      | 0.498                   | 0.724                 |
| رمز المكالمات الدولي                                      | +967                    | +1767                 |
| رمز الإنترنت                                              | .ye                     | .dm                   |
| المنطقة الزمنية                                           | ت ع م+03:00             | 00، توقيت أطلنطي موحد |

## منظمات دولية مشتركة
يشترك البلدان في عضوية مجموعة من المنظمات الدولية، منها:
| علم المنظمة | اسم المنظمة                        | تاريخ انضمام اليمن | تاريخ انضمام دومينيكا |
| ----------- | ---------------------------------- | ------------------ | --------------------- |
|             | يونسكو                             | 2 أبريل 1962       | 9 يناير 1979          |
|             | مؤسسة التمويل الدولية              | 22 مايو 1970       | 29 سبتمبر 1980        |
|             | منظمة حظر الأسلحة الكيميائية       | ?                  | ?                     |
|             | مؤسسة التنمية الدولية              | 22 مايو 1970       | 29 سبتمبر 1980        |
|             | وكالة ضمان الاستثمار متعدد الأطراف | 12 مارس 1996       | 7 أكتوبر 1991         |
|             | الاتحاد البريدي العالمي            | ?                  | ?                     |
|             | الاتحاد الدولي للاتصالات           | 1931               | 28 أكتوبر 1996        |
|             | منظمة الشرطة الجنائية الدولية      | ?                  | ?                     |
|             | الأمم المتحدة                      | 30 سبتمبر 1947     | 18 ديسمبر 1978        |
|             | البنك الدولي للإنشاء والتعمير      | 3 أكتوبر 1969      | 29 سبتمبر 1980        |